# ماریان هاگن
ماریان هاگن (انگلیسی: Marianne Hagan؛ زادهٔ ۱۹۶۸ (۵۶–۵۷ سال)) یک بازیگر سینما، و هنرپیشه اهل ایالات متحده آمریکا است.
او در فیلم ریک بازی کرده‌است.